# Предписанная раскраска рёбер
Предписанная раскраска рёбер графа — это вид раскраски графов, в которой комбинируется предписанная раскраска и раскраска ребер.
Предписанная раскраска — это вид раскраски графов, в которой каждая вершина может принимать ограниченное множество допустимых цветов. Раскраска ребер — назначение «цветов» рёбрам графа таким образом, что смежные ребра имеют разный цвет.
Граф {\displaystyle G} называется {\displaystyle k}  —  выбираемым (или предписанно {\displaystyle k}  —  раскашиваемым), если он имеет правильную предписанную раскраску независимо от способа распределения {\displaystyle k} цветов для каждой вершины. Число выбираемости (или предписанная раскрашиваемость, или предписанное хроматическое число)  {\displaystyle ch'(G)}  графа {\displaystyle G} — это наименьшее число {\displaystyle k}, такое что {\displaystyle G} является {\displaystyle k} — выбираемым.  
Есть гипотеза, что это число {\displaystyle k} всегда равно хроматическому индексу.

## Свойства
Некоторые свойства {\displaystyle ch'(G)} :
1. {\displaystyle ch'(G)<2\chi '(G)}
2. {\displaystyle ch'(K_{n,n})=n} - гипотеза Диница[англ.]. Доказательство дано  Гальвином[1][2]
3. {\displaystyle ch'(G)<(1+o(1))\chi '(G)} - предписанный хроматический индекс асимптотически равен хроматическому индексу [3],

где {\displaystyle \chi '(G)} — есть хроматический индекс графа {\displaystyle G}, а {\displaystyle K_{n,n}} — есть полный двудольный граф с равными размерами долей

## Гипотеза о предписанной раскраске рёбер
Так называемая гипотеза о предписанной раскраске рёбер:
{\displaystyle ch'(G)} = {\displaystyle \chi '(G)}.
На данный момент не доказана. История этой гипотезы описана у Дженсена и Тофта. Галвином  доказан частный случай для полных двудольных графов Kn,n, называемый гипотезой Диница.